# X-비효율
X-비효율(X-inefficiency) 또는 X-비효율성은 기업이 내부 비효율성을 겪어 주어진 생산량에 필요한 것보다 더 높은 생산 비용이 발생하는 사례를 설명하기 위해 경제학에서 사용되는 개념이다. 이러한 비효율성은 오래된 기술, 비효율적인 생산 프로세스, 열악한 관리, 경쟁 부족 등 다양한 요인으로 인해 발생하며 이로 인해 소비자의 이익이 낮아지고 가격이 높아진다. X-비효율의 개념은 하비 라이벤스타인(Harvey Leibenstein)에 의해 도입되었다.
잠재적 비용과 실제 비용의 차이를 X-비효율이라고 한다. 일반적인 경우 기업은 잠재적 AC에서 평균 비용 곡선을 가질 수 있지만 비효율성으로 인해 실제 평균 비용은 더 높다.
1966년 하버드대학교 하비 라이벤스타인(Harvey Leibenstein) 교수는 아메리칸 이코노믹 리뷰(American Economic Review)에 게재된 그의 논문 "배분적 효율성 vs. X-효율성"에서 X-비효율의 개념을 처음으로 소개했다. X-비효율은 기업이 자원을 완전히 활용하지 못하여 효율성 한계라고 불리는 자원과 환경에서 달성 가능한 최대 잠재력에 미치지 못하는 결과를 초래하는 것을 의미한다.
더 나아가, X-비효율은 기업의 효율성을 촉진하고 비용을 절감하는 데 있어 경쟁과 혁신의 중요성에 초점을 맞추고 있으며, 더 나은 생산량과 가격으로 이어진다. 이는 소비자에게 더 높은 이윤을 주게 된다.
X-비효율은 시장에서 기업이 수행하는 비합리적인 행동을 찾아낸다.

## 같이 보기
- 정부실패
- 파레토 최적